# Lance Jeter
Lance Jeter (* 18. Juli 1988 in Beaver Falls, Pennsylvania) ist ein US-amerikanischer Basketballspieler auf der Position des Point Guards.

## Karriere
Während seiner „High School“-Zeit war Jeter sowohl im Basketball als auch im American Football ein „First-Team All-State“, was dem besten High-School-Spieler des US-Bundesstaats Pennsylvania auf seiner Spielposition entspricht. Anschließend bekam er ein Sportstipendium der University of Cincinnati und sollte dort in der American-Football-Mannschaft der Hochschule spielen. Dort setzte er als Neuling das erste Jahr von Meisterschaftsspielen aus und trainierte nur mit. Jeter brach jedoch seine akademische Karriere an dieser Hochschule nach einem Jahr ab und ging an das Polk State College, ein Community College in Winter Haven in Florida. Jeter, der bei einer Körpergröße von 1,90 m mit einem Gewicht von mehr als zwei Zentnern eher die Statur eines American-Football-Spielers hat und für einen Basketballspieler seiner Größe ungewöhnlich kräftig ist, konzentrierte sich am Polk College auf das Basketballspiel, was auch seine Mutter Joy erfolgreich im College ausgeübt hatte, die eine „Most Outstanding Player“ beim Gewinn der NCAA Division II-Meisterschaft 1987 war. Mit der Hochschulmannschaft Eagles gewann er zweimal die Conference-Meisterschaften der National Junior Collegiate Athletic Association (NJCAA). Anschließend setzte er 2009 sein Studium an der University of Nebraska-Lincoln fort. Dies war ausgerechnet eine Universität, in der die Sportmannschaften im American Football eine größere Tradition besitzen als im Basketball. Mit der Hochschulmannschaft (Corn-)Huskers in der Big Ten Conference der NCAA Division I reichte es zu einer Teilnahme am National Invitation Tournament 2011, in dem man in der ersten Runde gegen die Shockers der Wichita State University deutlich verlor.
Nach dem Ende seines Studiums 2011 wurde Jeter Profi in Europa und spielte in der Saison 2011/12 in der Dutch Basketball League für Aris aus Leeuwarden. Während Jeter mit knapp 17 Punkten pro Spiel zweitbester Scorer der Liga war, verpasste Aris die Play-offs der vier besten Mannschaften um die Meisterschaft. Für die folgende Saison trainierte Jeter mit einem „Try-out“-Vertrag beim polnischen Erstligisten AZS Koszalin, bevor nach einer Verletzung ihres etatmäßigen Point Guards Tommy Mason-Griffin der deutsche Vizemeister ratiopharm aus Ulm Jeter Anfang September 2012 nachverpflichtete. Nach einer Niederlage in der Qualifikationsrunde für die EuroLeague 2012/13 erreichte Jeter mit dem Ulmer Verein im Eurocup 2012/13 das Viertelfinale, in dem man gegen den späteren Finalisten Uxue Bilbao Basket verlor. Das Erreichen der Runde der besten acht Mannschaften im zweitwichtigsten europäischen Vereinswettbewerb war der größte internationale Erfolg in der Geschichte des Vereins. Zur Saison 2013/2014 erhielt Jeter jedoch keinen neuen Vertrag in Ulm, sondern wechselte in die erste polnische Liga PLK zu Trefl nach Sopot. In der Saison 2015/16 kehrte Lance Jeter nach einem Jahr bei Donar Groningen (Niederlande) in die Basketball-Bundesliga zurück und unterschrieb bis Saisonende einen Vertrag beim Mitteldeutschen Basketball Club (MBC) in Weißenfels.